# NGC 85
NGC 85 (ook wel NGC 85A, PGC 1375, MCG 4-2-7, ZWG 479.9 of NPM1G +22.0017) is een lensvormig sterrenstelsel in het sterrenbeeld Andromeda. Het hemelobject ligt dicht bij een ander sterrenstelsel dat het nummer NGC 85B draagt.
NGC 85 werd op 15 november 1873 ontdekt door de Schotse astronoom Ralph Copeland.